# Matías Díaz
Matías D. Díaz (Mendoza, 16 marzo 1993) è un rugbista a 15 argentino, già internazionale per i Pumas e pilone per gli Highlanders in Super Rugby.
Da agosto 2015 non è più attivo a causa di una grave anomalia cardiaca e la sua carriera è sospesa a tempo indeterminato.

## Biografia
Cresciuto nel Teqüe, club della sua città natale Mendoza, esordì precocemente in Nazionale argentina nel corso del Sudamericano 2013 contro l'Uruguay.
A fine di quell'anno fu ingaggiato dalla franchise neozelandese di Super Rugby degli Highlanders per la stagione 2014.
Dopo una stagione nell'Emisfero Sud e 8 incontri di Super Rugby, Díaz fu messo sotto contratto a termine per due mesi dal Bristol, all'epoca in seconda divisione; terminato l'impegno decise di non rinnovare al fine di mettersi a disposizione della Federazione argentina e tentare di trovare un posto nella nuova franchise degli Jaguares in Super Rugby.
Successivamente nell'anno fu convocato nei Pumas per il Championship e a seguire incluso nella rosa dei selezionati alla Coppa del Mondo di rugby 2015 in Inghilterra; tuttavia appena pochi giorni dopo la diramazione delle convocazioni fu sottoposto a urgenti esami a causa di un cardiopalmo; fu precauzionalmente messo a riposo per due mesi e sostituito in rosa da Juan Pablo Orlandi.
A novembre 2015 gli esami clinici stabilirono l'origine del cardiopalmo in un'ipertrofia ventricolare che di fatto ha costretto Díaz a mettere la sua carriera in pausa a tempo indeterminato essendogli stato prospettato un rischio fatale per la vita in caso del proseguimento dell'attività agonistica.
Nel 2013 fu anche invitato dai Barbarians per un incontro con un XV di Figi.